# Антон фон Шаумбург
Антон фон Шаумбург (на немски: Anton von Schaumburg; Schauenburg; † 18 юни 1558) е курфюрст и архиепископ на Кьолн (1557 – 1558).

## Живот
Той е четвъртият син на граф Йобст I фон Шаумбург (1483 – 1531) и съпругата му графиня Мария фон Насау-Диленбург (1491–1547), дъщеря на граф Йохан V фон Насау и Елизабет фон Хесен-Марбург.
На 26 октомври 1557 г., след смъртта на брат му архиепископ Адолф фон Шаумбург († 1556), Антон е избран за архиепископ на Кьолн. Той умира на 18 юни 1558 г. и е погребан в катедралата на Кьолн.